# Mijaíl Gorevói
Mijaíl Vitálievich Gorevói (en ruso: Михаил Витальевич Горевой; nacido el 19 de mayo de 1965) es un actor ruso, conocido internacionalmente por interpretar a Vladímir Popov en la película de James Bond Die Another Day. También ha interpretado el papel de Ivan Alexandrovich Schischkin en Bridge of Spies.

## Primeros años
Gorevói nació en Moscú. Se graduó con honores de la escuela del Teatro de Arte de Moscú en 1987 y comenzó su carrera como actor en el Teatro Sovremennik.

## Carrera
Su debut en el cine fue en la película rusa de 1988 Shag. Viajó a los Estados Unidos en 1992, viviendo en Nueva York y Boston, donde realizó varios trabajos, incluyendo enseñar el sistema Stanislavski. Gorevói regresó a Rusia en 1996 y estableció su propio teatro. Sigue actuando en películas.

## Vida personal
Gorevói tiene un hijo, Dmitri «Mitia», quien también es actor.